# Melanoplus cinereus
Melanoplus cinereus är en insektsart som beskrevs av Scudder, S.H. 1878. Melanoplus cinereus ingår i släktet Melanoplus och familjen gräshoppor.

## Underarter
Arten delas in i följande underarter:
- M. c. cinereus
- M. c. cyanipes